# Natrag na voz
Natrag na voz je treći album beogradskog sastava Zana. Izdao ju je Jugoton 1983. godine. Album sadrži 9 pjesama među kojima su hitovi Jabuke i vino, Mladiću moj, naslovna pjesma… Ovaj album je snimljen u Švedskoj.

## O albumu
Većinu tekstova napisala je Marina Tucaković. Pratio je spot za Jabuke i vino u kojem je gostovao Željko Bebek.

## Zanimljivosti
- Dražen Ričl godinu dana nakon ovog albuma parodirao je pjesmu Jabuke i vino. Umjesto jabuka i vina u tekstu se spominju rakija i tufahije.[3]
- Na koncertu u Ciboni ženski vokal za Jabuke i vino otpjevala je hrvatska pjevačica Franka.[4]
- Pjesma "Osećam i znam" je navijačka pjesma Delija od 2016. godine.[5]

## Reference
1. ↑  Zana - Natrag Na Voz (engleski). Pristupljeno 10. ožujka 2022.
2. ↑  Zana i Željko Bebek – Jabuke i vino (Official video) (srpski). Pristupljeno 3. svibnja 2022.
3. ↑  Drazen Ricl Zijo - Jabuke i vino (1984) (srpski). Pristupljeno 3. svibnja 2022.
4. ↑  Željko Bebek & Franka Batelić - Jabuke i vino (live Cibona) (srpski). Pristupljeno 3. svibnja 2022.
5. ↑  Nova pesma Delija je melodija koju je smislio veliki Grobar. Телеграф. Pristupljeno 6. lipnja 2022.